# Pies Descalzos, Sueños Blancos
"Pies Descalzos, Sueños Blancos" (Tiếng Việt: Chân Trần, Giấc mơ Trắng) là đĩa đơn thứ ba của ca sĩ Shakira trích từ album thứ ba của cô mang tên Pies Descalzos (1996). Được cô tự tay sáng tác và soạn nhạc, "Pies Descalzos, Sueños Blancos" kể về sự chuyển hóa của con người, khởi nguồn từ Adam và Eve ăn trái cấm. Câu chuyện được thể hiện rõ qua lời nhạc và video.
Có một phiên bản tiếng Bồ Đào Nha mang tên Pés Descalços
Ca khúc đồng thời được cô trình diễn trong tour Oral Fixation Tour.

## Video ca nhạc
Video được đạo diễn bởi Gustavo Garzón. Video bắt đầu với hình ảnh của giới thượng lưu cùng những chiếc mặt nạ màu trắng. Một chiếc cửa mở ra, Shakira và ban nhạc của mình trình diễn ca khúc xen lẫn với hình ảnh của sự tiến hóa của con người từ xưa đến nay.

## Xếp hạng
| Bảng xếp hạng (1996)               | Vị trí position |
| ---------------------------------- | --------------- |
| Hoa Kỳ Latin Pop Songs (Billboard) | 11              |